# قبور فريزر

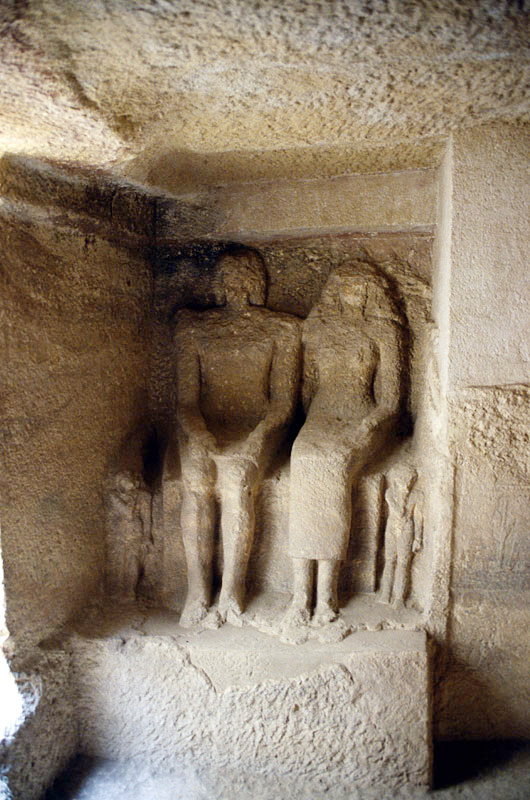
داخل قبر ني كا عنخ وعائلته

قبور فريزر هي مدينة جنائزية تقع على بعد 10 كيلومتر (6.2 ميل) شمال شرق المنيا ، صعيد مصر. وحوالي 2 كيلومتر (1.2 ميل) جنوب قرية طهنا الجبل  والتي كانت مقلعًا قديمًا للحجر الجيري. يعود تاريخ القبور المحفورة في الصخر إلى الأسرة الرابعة والخامسة من المملكة القديمة.
اكتشفت هذه القبور لأول مرة في خريف عام 1853 من قبل عالم المصريات الألماني هاينريش بروغش ، ووصفها لأول مرة المهندس المدني البريطاني جورج ويلوبي فريزر ، الذي أُطلق اسمه على هذه القبور. تحتوي أربعة من القبور الخمسة عشر (المرقمة) على تماثيل وكتابات هيروغليفية منحوتة تعود إلى عصر الدولة القديمة. أهم القبور هو القبر الثاني الذي ربما يكون قبر ني-أنخ-كاي (نيكا-عنخ) ، والذي له شكل المصطبة . تتكون زخرفة غرفة القرابين الصغيرة والطويلة من تماثيل لعائلته.
يقول المجلس الأعلى للآثار في مصر إن هناك العديد من المقابر والآثار القديمة في طهنا الجبل متاحة للجمهور. مقابر فريزر مفتوحة للجمهور ولكن نادرًا ما يزورها السياح ، ربما لأن الطريقة الوحيدة للوصول إليها هي بسيارة أجرة ترافقها سيارة شرطة بسبب تشديد الإجراءات الأمنية في المنطقة.